# Criomthann MacMurrough-Kavanagh
Criomtham MacMurrough-Kavanagh (né vers 1550 - mort à Dublin le 4 octobre 1582) en (irlandais Criomtham mac Murchadha  Mac Murchadha Caomhánach)  prétendant au titre de 19e roi de Leinster de 1557 à 1582.

## Origine
Criomhtham MacMurrough-Kavanagh est un fils de Murchadh mac Muiris MacMurrough-Kavanagh.

## Contexte
Le titre de « roi de Leinster » disparaît de facto après l'exécution de Murchadh mac Muiris MacMurrough-Kavanagh en 1557, l'un de ses fils  Criomhtham,  revendique cependant, en vain, sa succession après sa mort jusqu'en 1582. Il doit faire face en permanence aux prétentions de deux puissants chefs de guerre à la tête d'autres lignées rivales de  la dynastie MacMurrough: 
- Brian MacMurrough-Kavanagh (mort en 1578) chef du Sliocht Giarmada Laimhdeirg qui est le 3e fils de Cathaoir mac Airt qui avait renoncé devant le Grand conseil à Dublin le 4 novembre 1550 à son titre de MacMurrough et obtenu dans le cadre du processus le 8 février 1554 le titre de Baron de Ballyanne. IL est de plus le frère du tánaiste Diarmaid et il s'appuie sur la famille O'Byrne à la suite de son mariage avant de rejoindre la Famille O'Toole lors de ses attaques contre le Pale. Il apparaît une ultime fois lorsqu'il fait sa soumission le 1er octobre 1578 à Leighlinbridge.

- Muircheartach Óg MacMurrough-Kavanagh (né en 1516 mort en 1586) à la tête du Sliocht Muircheartaigh Óig implanté Garryhill près de Carlow. C'est un fils de Cathoir MacMurrough-Kavanagh (mort en 1526) lui-même petit-fils de Murchadh Ballagh. Son père et plusieurs autres membres de sa famille périssent lors de l'incendie du château de Dromroe dans le comté de Kilkenny consécutif à une attaque des hommes de son rival Cathaoir mac Airt. Avec trois autres frères il soutient son frère aîné Domhnall (mort vers 1542). Il doit ensuite faire face à la l'attribution par la justice Irlandaise de son domaine Idrone dans le comté de Carlow à un anglais nommé Peter Carew (mort en 1575) décision suscitée par Thomas Butler 10e comte d'Ormonde est confirmée par Henry Sidney le Lord Deputy d'Irlande le 22 décembre 1568. L'ensemble des MacMurrough se joignent aux FitGerald révoltés du Munster et aux O'More de Laois. Muircheartach se soumet finalement le 5 novembre 1580. Les héritiers de Carew tué lors d'un combat de la révolte cèdent en 1580 Idrone à Dudley Bagenal dont l'un des agents assassine Muircheartach Óg le 30 novembre 1586 Le meurtrier est lui même mis à mort par vengeance par deux  fils de sa victime.

## Biographie
Criomthann apparaît dans les sources le 25 novembre 1566 lorsqu'il bénéficie du pardon accordé à Gearalt mac Cathaoir Carrach MacMurrough-Kavanagh (mort après 1571) et à ses rebelles. Il est de nouveau pardonné avec Domhnall Kavanagh de Cloonhenry dans le comté de Wexford le 9 mai 1567. 
Jusqu'à la fin de décennie 1570 Criomthann demeure en paix mais après la mort en 1578 de Brian MacMurrough-Kavanagh (mort en 1578) chef du Sliocht Giarmada Laimhdeirg , il devient un proche de Fiach O' Byrne (mort en 1597) qui intervient de nombreuses fois comme arbitre pour régler les conflits permanents entre les différends entre les chefs des lignées MacMurrough-Kavanagh:  Domhnall MacMurrough-Kavanagh (mort en 1632) du Sliocht Airt Buihdhe et Muircheartach Óg MacMurrough-Kavanagh (mort en 1586) à la tête du Sliocht Muircheartaigh Óig implanté à Garryhill près de Carlow.  
L"exécution en avril 1580 par le sénéchal de comté de Wexford nommé Thomas Masterton (mort 1588) de nombreux combattants du Sliocht Airt Buihdhe provoque une révolte généralisée.  Fiach O'Byrne et James Eustace 3e vicomte Batlinglass à la tête des irlandais défont les troupes gouvernementales le 25 août 1580 à Glenmalure. Profitant de ce succès les vainqueurs proposent le rétablissement du  titre de « roi de Leisnter » en faveur de Criomthann, mais Materston fait échouer ce processus.  En juin 1581 les domaines de Criomthann sont envahis par les troupes du Lord Deputy d'Irlande  Arthur Grey 14e Baron Grey de Wilton ce qui entraîne la soumission de Criomthann avant la fin du mois toutefois ce dernier favorise la fuite de James Eustace vers le continent il est immédiatement arrête conduit à Dublin où il accusé de Haute trahison et exécute le 4 octobre 1582 .

## Succession
À sa mort il laisse quatre fils mais la postérité de sa lignée est représentée par Diarmaid mac Muiris Dubh (mort vers 1610), le petit fils et homonyme du frère aîné de son père Diarmaid mac Muiris (mort en 1531).

## Sources
- (en) T.W Moody, F.X. Martin et F.J. Byrne, A New History of Ireland IX Maps, Genealogies, Lists. A companion to Irish History part II, Oxford, Oxford University Press, 2011, 690 p. (ISBN 978-0-19-959306-4).
- (en) Dictionary of Irish Biography : Emmett O'Byrne MacMurrough, Crimthann
- (en) Dictionary of Irish Biography : Emmett O'Byrne MacMurrough Kavanagh, Brian
- (en) Dictionary of Irish Biography : Emmett O'Byrne MacMurrough, Muircheartach Óg